# Női 200 méteres hátúszás a 2011-es úszó-világbajnokságon
A női 200 méteres hátúszást a 2011-es úszó-világbajnokságon július 29-30 között rendezték meg. Előbb a selejtezőket, utána az elődöntőket és a döntőt.

## Rekordok
|                               | Név             | Nemzetiség | Idő     | Helyszín | Dátum              |
| ----------------------------- | --------------- | ---------- | ------- | -------- | ------------------ |
| Világcsúcs világbajnoki csúcs | Kirsty Coventry | ZIM        | 2:04.81 | Róma     | 2009. augusztus 1. |

## Érmesek
| Arany                                      | Ezüst                        | Bronz                             |
| Amerikai Egyesült Államok · Missy Franklin | Ausztrália · Belinda Hocking | Hollandia · Sharon van Rouwendaal |

## Eredmények

### Selejtezők
| Helyezés | Selejtező | Pálya | Név                     | Nemzetiség | Idő     | Megj. |
| -------- | --------- | ----- | ----------------------- | ---------- | ------- | ----- |
| 1        | 5         | 3     | Missy Franklin          | USA        | 2:07.71 | Q     |
| 2        | 4         | 7     | Darina Zevina           | UKR        | 2:08.35 | Q     |
| 3        | 4         | 5     | Elizabeth Beisel        | USA        | 2:08.40 | Q     |
| 4        | 4         | 4     | Belinda Hocking         | AUS        | 2:08.50 | Q     |
| 5        | 6         | 5     | Meagen Nay              | AUS        | 2:08.50 | Q     |
| 6        | 4         | 6     | Sinead Russell          | CAN        | 2:08.92 | Q     |
| 7        | 4         | 3     | Kirsty Coventry         | ZIM        | 2:09.03 | Q     |
| 8        | 5         | 5     | Shiho Sakai             | JPN        | 2:09.25 | Q     |
| 9        | 4         | 1     | Sharon van Rouwendaal   | NED        | 2:09.65 | Q     |
| 10       | 5         | 4     | Elizabeth Simmonds      | GBR        | 2:10.02 | Q     |
| 11       | 5         | 6     | Alexianne Castel        | FRA        | 2:10.38 | Q     |
| 12       | 6         | 4     | Zhao Jing               | CHN        | 2:10.40 | Q     |
| 13       | 6         | 1     | Duane da Rocha          | ESP        | 2:10.41 | Q     |
| 14       | 4         | 2     | Melissa Ingram          | NZL        | 2:10.59 | Q     |
| 15       | 6         | 2     | Stephanie Proud         | GBR        | 2:10.65 | Q     |
| 16       | 5         | 7     | Genevieve Cantin        | CAN        | 2:11.09 | Q     |
| 17       | 6         | 3     | Anasztaszija Zujeva     | RUS        | 2:11.23 |       |
| 18       | 6         | 6     | Zhu Jiani               | CHN        | 2:11.84 |       |
| 19       | 3         | 1     | Fernanda González       | MEX        | 2:12.29 | NR    |
| 20       | 6         | 7     | Jenny Mensing           | GER        | 2:12.38 |       |
| 21       | 3         | 7     | Anja Čarman             | SVN        | 2:12.73 |       |
| 22       | 4         | 8     | Kimberly Buys           | BEL        | 2:13.01 |       |
| 23       | 3         | 4     | Melanie Nocher          | IRL        | 2:13.39 |       |
| 24       | 6         | 8     | Simona Baumrtova        | CZE        | 2:13.48 |       |
| 25       | 2         | 3     | Anna Volchkov           | ISR        | 2:13.99 | NR    |
| 26       | 5         | 1     | Alicja Tchorz           | POL        | 2:14.27 |       |
| 27       | 3         | 5     | Ekaterina Avramova      | BUL        | 2:14.85 |       |
| 28       | 3         | 6     | Ham Chan-Mi             | KOR        | 2:14.88 |       |
| 29       | 3         | 8     | Lau Yin Yan             | HKG        | 2:15.09 |       |
| 30       | 2         | 5     | Eyglo Gustafsdottir     | ISL        | 2:15.16 |       |
| 31       | 2         | 4     | Leone Vorster           | RSA        | 2:16.45 |       |
| 3 2      | 5         | 8     | Sophia Batachelor       | NZL        | 2:17.06 |       |
| 33       | 3         | 3     | Therese Svendsen        | SWE        | 2:18.12 |       |
| 34       | 2         | 6     | Yulduz Kuchkarova       | UZB        | 2:18.62 |       |
| 35       | 2         | 7     | Ines Remersaro Coronel  | URU        | 2:21.07 |       |
| 36       | 2         | 2     | Tatiana Perstineva      | MDA        | 2:21.25 |       |
| 37       | 1         | 4     | Karen Vilorio           | HON        | 2:24.43 |       |
| 38       | 1         | 5     | Estellah Fils Rabetsara | MAD        | 2:33.83 |       |
| 39       | 1         | 3     | Aure Fanchette          | SEY        | 2:52.04 |       |
| –        | 3         | 2     | Verrasztó Evelyn        | HUN        |         | DNS   |
| –        | 5         | 2     | Aya Terakawa            | JPN        |         | DNS   |

### Elődöntők

#### Első elődöntő
| Helyezés | Pálya | Név                | Nemzetiség | Idő     | Megj. |
| -------- | ----- | ------------------ | ---------- | ------- | ----- |
| 1        | 5     | Belinda Hocking    | AUS        | 2:07.76 | Q     |
| 2        | 4     | Darina Zevina      | UKR        | 2:08.22 | Q     |
| 3        | 2     | Elizabeth Simmonds | GBR        | 2:08.79 | Q     |
| 4        | 3     | Sinead Russell     | CAN        | 2:08.80 | NR    |
| 5        | 7     | Zhao Jing          | CHN        | 2:08.86 |       |
| 6        | 6     | Shiho Sakai        | JPN        | 2:08.93 |       |
| 7        | 1     | Melissa Ingram     | NZL        | 2:10.77 |       |
| 8        | 8     | Genevieve Cantin   | CAN        | 2:12.12 |       |

#### Második elődöntő
| Helyezés | Pálya | Név                   | Nemzetiség | Idő     | Megj.     |
| -------- | ----- | --------------------- | ---------- | ------- | --------- |
| 1        | 4     | Missy Franklin        | USA        | 2:05.90 | Q, AM, NR |
| 2        | 5     | Elizabeth Beisel      | USA        | 2:07.82 | Q         |
| 3        | 7     | Alexianne Castel      | FRA        | 2:08.41 | Q         |
| 4        | 2     | Sharon van Rouwendaal | NED        | 2:08.42 | Q         |
| 5        | 3     | Meagen Nay            | AUS        | 2:08.53 | Q         |
| 6        | 6     | Kirsty Coventry       | ZIM        | 2:09.33 |           |
| 7        | 8     | Stephanie Proud       | GBR        | 2:10.57 |           |
| 8        | 1     | Duane da Rocha        | ESP        | 2:10.74 |           |

### Döntő
| Helyezés  | Pálya | Név                   | Nemzetiség | Idő     | Megj.  |
| --------- | ----- | --------------------- | ---------- | ------- | ------ |
| Aranyérem | 4     | Missy Franklin        | USA        | 2:05.10 | AM, NR |
| Ezüstérem | 5     | Belinda Hocking       | AUS        | 2:06.06 |        |
| Bronzérem | 7     | Sharon van Rouwendaal | NED        | 2:07.78 | NR     |
| 4         | 6     | Darina Zevina         | UKR        | 2:07.82 | NR     |
| 5         | 3     | Elizabeth Beisel      | USA        | 2:08.16 |        |
| 6         | 1     | Meagen Nay            | AUS        | 2:08.69 |        |
| 7         | 8     | Elizabeth Simmonds    | GBR        | 2:08.76 |        |
| 8         | 2     | Alexianne Castel      | FRA        | 2:09.07 |        |